# Liste des distinctions de Gwen Stefani
La liste des distinctions de Gwen Stefani comprend les récompenses reçues par la chanteuse américaine Gwen Stefani.

## American Music Awards
Les American Music Award ont été créés par Dick Clark en 1973. Stefani a reçu un prix et deux nominations.
| Année | Travail nommé | Catégorie                            | Résultat   |
| ----- | ------------- | ------------------------------------ | ---------- |
| 2005  | Gwen Stefani  | Artiste féminine préférée - Pop/Rock | Lauréat    |
| 2005  | Gwen Stefani  | Artiste de l'année                   | Nomination |

## ASCAP Pop Music Awards
| Année | Travail nommé    | Catégorie            | Résultat |
| ----- | ---------------- | -------------------- | -------- |
| 2006  | Hollaback Girl   | Most Performed Songs | Lauréat  |
| 2006  | Rich Girl        | Most Performed Songs | Lauréat  |
| 2007  | Cool             | Most Performed Songs | Lauréat  |
| 2008  | The Sweet Escape | Most Performed Songs | Lauréat  |
| 2008  | The Sweet Escape | Song of the Year     | Lauréat  |

## BMI Music Awards
| Année | Travail nommé    | Catégorie | Résultat |
| ----- | ---------------- | --------- | -------- |
| 2006  | Hollaback Girl   | Pop Songs | Lauréat  |
| 2006  | Rich Girl        | Pop Songs | Lauréat  |
| 2007  | Cool             | Pop Songs | Lauréat  |
| 2008  | The Sweet Escape | Pop Songs | Lauréat  |

## Billboard Music Awards
| Année | Travail nommé  | Catégorie                | Résultat   |
| ----- | -------------- | ------------------------ | ---------- |
| 2005  | Hollaback Girl | Digital Song of the Year | Lauréat    |
| 2005  | Hollaback Girl | Hot 100 Song of the Year | Nomination |
| 2005  | Gwen Stefani   | New Artist of the Year   | Lauréat    |

## Bravo A-List Awards
| Année | Travail nommé | Catégorie          | Résultat |
| ----- | ------------- | ------------------ | -------- |
| 2009  | Gwen Stefani  | Style Female       | Lauréat  |
| 2009  | Gwen Stefani  | Celebrity Designer | Lauréat  |

## Brit Awards
Les Brit Awards sont remis par la British Phonographic Industry. Gwen Stefani a gagné un prix pour une nomination
| Année | Travail nommé | Catégorie                        | Résultat |
| ----- | ------------- | -------------------------------- | -------- |
| 2005  | Gwen Stefani  | International Female Solo Artist | Lauréat  |

## California Music Awards
| Année | Travail nommé | Catégorie                   | Résultat |
| ----- | ------------- | --------------------------- | -------- |
| 1998  | Gwen Stefani  | Outstanding Female Vocalist | Lauréat  |
| 2003  | Gwen Stefani  | Outstanding Female Vocalist | Lauréat  |
| 2004  | Gwen Stefani  | Outstanding Female Vocalist | Lauréat  |

## ECHO Music Awards
| Année | Travail nommé | Catégorie                                        | Résultat   |
| ----- | ------------- | ------------------------------------------------ | ---------- |
| 2006  | Gwen Stefani  | International Pop/Rock Female Artist of the Year | Nomination |

## Glamour Women of the Year Awards
| Année | Travail nommé | Catégorie        | Résultat |
| ----- | ------------- | ---------------- | -------- |
| 2005  | Gwen Stefani  | Best Solo Artist | Lauréat  |
| 2016  | Gwen Stefani  | The Icon         | Lauréat  |

## Grammy Awards
Les Grammy Awards sont remis annuellement par la National Academy of Recording Arts and Sciences aux États-Unis. Stefani est lauréate de 3 prix pour 19 nominations, à la fois en solo comme membre du groupe No Doubt,. Chaque prix est remis individuellement à chaque membre du groupe.
| Année | Travail nommé                  | Catégorie                              | Résultat   |
| ----- | ------------------------------ | -------------------------------------- | ---------- |
| 1997  | Tragic Kingdom                 | Best Rock Album                        | Nomination |
| 1997  | No Doubt                       | Best New Artist                        | Nomination |
| 1998  | Don't Speak                    | Best Pop Performance by a Duo or Group | Nomination |
| 1998  | Don't Speak                    | Song of the Year                       | Nomination |
| 2001  | Return of Saturn               | Best Rock Album                        | Nomination |
| 2002  | Let Me Blow Ya Mind (avec Eve) | Best Rap/Sung Collaboration            | Lauréat    |
| 2003  | Hey Baby                       | Best Pop Performance by a Duo or Group | Lauréat    |
| 2003  | Rock Steady                    | Best Pop Album                         | Nomination |
| 2003  | Hella Good                     | Best Dance Recording                   | Nomination |
| 2004  | Underneath It All              | Best Pop Performance by a Duo or Group | Lauréat    |
| 2005  | It's My Life                   | Best Pop Performance by a Duo or Group | Nomination |
| 2005  | What You Waiting For?          | Best Female Pop Vocal Performance      | Nomination |
| 2006  | Hollaback Girl                 | Record of the Year                     | Nomination |
| 2006  | Hollaback Girl                 | Best Female Pop Vocal Performance      | Nomination |
| 2006  | Love. Angel. Music. Baby.      | Album of the Year                      | Nomination |
| 2006  | Love. Angel. Music. Baby.      | Best Pop Vocal Album                   | Nomination |
| 2006  | Rich Girl (with Eve)           | Best Rap/Sung Collaboration            | Nomination |
| 2008  | The Sweet Escape               | Best Pop Collaboration with Vocals     | Nomination |

## IFPI Platinum Europe Awards
| Année | Travail nommé             | Catégorie   | Résultat |
| ----- | ------------------------- | ----------- | -------- |
| 2005  | Love. Angel. Music. Baby. | Album Title | Lauréat  |

## Ibiza Music Video Festival
| Année | Travail nommé | Catégorie           | Résultat   |
| ----- | ------------- | ------------------- | ---------- |
| 2016  | Misery        | Best Hair & Make Up | Lauréat    |
| 2016  | Misery        | Best DOP            | Nomination |

## International Dance Music Awards
| Année | Travail nommé         | Catégorie                          | Résultat   |
| ----- | --------------------- | ---------------------------------- | ---------- |
| Ama   | What You Waiting For? | Best Alternative/Rock Dance Artist | Lauréat    |
| Ama   | Gwen Stefani          | Best Dance Solo Artist             | Nomination |

## JUNO Awards
| Année | Travail nommé             | Catégorie                       | Résultat   |
| ----- | ------------------------- | ------------------------------- | ---------- |
| 2006  | Love. Angel. Music. Baby. | International Album of the Year | Nomination |

## Meteor Ireland Music Awards
| Année | Travail nommé | Catégorie                 | Résultat |
| ----- | ------------- | ------------------------- | -------- |
| 2006  | Gwen Stefani  | Best International Female | Lauréat  |

## MTV Awards

### MTV Video Music Award
Les MTV Video Music Awards est une cérémonie de récompense annuelle qui date de 1984 et fondé par MTV. Stefani a reçu 4 prix et reçu 12 nominations
| Année         | Travail nommé         | Catégorie                          | Résultat    |
| ------------- | --------------------- | ---------------------------------- | ----------- |
| Modèle:Mtvvma | South Side            | Best Male Video                    | Lauréat     |
| Modèle:Mtvvma | Let Me Blow Ya Mind   | Best Female Video                  | Lauréat     |
| Modèle:Mtvvma | Let Me Blow Ya Mind   | Best Hip-Hop Video                 | Nomination  |
| Modèle:Mtvvma | Let Me Blow Ya Mind   | Viewer's Choice                    | Nomination  |
| Modèle:Mtvvma | Hollaback Girl        | Best Choreography                  | Lauréat     |
| Modèle:Mtvvma | Hollaback Girl        | Video of the Year                  | Nomination  |
| Modèle:Mtvvma | Hollaback Girl        | Best Female Video                  | Nomination  |
| Modèle:Mtvvma | Hollaback Girl        | Best Pop Video                     | Nomination  |
| Modèle:Mtvvma | What You Waiting For? | Best Art Direction                 | Lauréat     |
| Modèle:Mtvvma | What You Waiting For? | Best Editing                       | Nomination  |
| Modèle:Mtvvma | The Sweet Escape      | Most Earthshattering Collaboration | Nomination. |

### MTV Asia Awards
MTV Asia Awards était une distinction de MTV remise de 2002 à 2008.
| Année | Travail nommé | Catégorie        | Résultat   |
| ----- | ------------- | ---------------- | ---------- |
| 2008  | Gwen Stefani  | Innovation Award | Nomination |

### MTV Europe Music Awards
| Année | Travail nommé            | Catégorie         | Résultat   |
| ----- | ------------------------ | ----------------- | ---------- |
| 2005  | Love. Angel. Music. Baby | Album of the Year | Nomination |
| 2005  | Gwen Stefani             | Best Female       | Nomination |
| 2005  | Gwen Stefani             | Best Pop          | Nomination |
| 2005  | What You Waiting For?    | Best Video        | Nomination |

### MTV Video Music Japan Awards
| Année | Travail nommé         | Catégorie         | Résultat   |
| ----- | --------------------- | ----------------- | ---------- |
| 2005  | What You Waiting For? | Best Pop Video    | Nomination |
| 2006  | Hollaback Girl        | Best Pop Video    | Nomination |
| 2007  | Wind It Up            | Best Female Video | Nomination |

### MTV TRL Awards
| Année | Travail nommé        | Catégorie            | Résultat   |
| ----- | -------------------- | -------------------- | ---------- |
| 2005  | Gwen Stefani         | TRL's 1st Lady Award | Nomination |
| 2005  | What You Waiting For | Best Performance     | Nomination |

### MTV Video Music Latino America Awards
| Année | Travail nommé | Catégorie                     | Résultat   |
| ----- | ------------- | ----------------------------- | ---------- |
| 2005  | Gwen Stefani  | Best New International Artist | Nomination |
| 2005  | Gwen Stefani  | Best Pop International Artist | Lauréat    |
| 2007  | Gwen Stefani  | Best Pop International        | Nomination |

### MTV Australia Music Awards
| Année | Travail nommé         | Catégorie         | Résultat   |
| ----- | --------------------- | ----------------- | ---------- |
| 2005  | Gwen Stefani          | Best Female       | Nomination |
| 2005  | Gwen Stefani          | Best Dressed      | Lauréat    |
| 2005  | What You Waiting For? | Video of the Year | Nomination |
| 2005  | What You Waiting For? | Best Pop Video    | Nomination |
| 2007  | Wind It Up            | Best Female       | Nomination |
| 2007  | Wind It Up            | Best Pop Video    | Nomination |

## Much Music Video Awards
| Année | Travail nommé         | Catégorie                                       | Résultat   |
| ----- | --------------------- | ----------------------------------------------- | ---------- |
| 2005  | Rich Girl             | People's Choice: Favourite International Artist | Lauréat    |
| 2005  | What You Waiting For? | Best International Video – Artist               | Nomination |
| 2007  | The Sweet Escape      | Best International Video - Artist               | Nomination |
| 2007  | The Sweet Escape      | People's Choice: Favourite International Artist | Nomination |
| 2014  | Spark the Fire        | Funniest Video of the Year                      | Nomination |

## My VH1 Music Awards
| Année | Travail nommé       | Catégorie                                   | Résultat   |
| ----- | ------------------- | ------------------------------------------- | ---------- |
| 2001  | What's Going On     | There's No "I" in Team (Best Collaboration) | Lauréat    |
| 2001  | Gwen Stefani        | Female Singer                               | Lauréat    |
| 2001  | Gwen Stefani        | Navel Academy                               | Nomination |
| 2001  | Let Me Blow Ya Mind | There's No "I" In Team (Best Collaboration) | Nomination |
| 2001  | South Side          | There's No "I" In Team (Best Collaboration) | Nomination |
| 2001  | South Side          | My Favorite Video                           | Nomination |

## Nickelodeon Kids' Choice Awards
| Année | Travail nommé  | Catégorie     | Résultat   |
| ----- | -------------- | ------------- | ---------- |
| 2006  | Hollaback Girl | Favorite Song | Nomination |

## NME Awards
| Année | Travail nommé | Catégorie      | Résultat |
| ----- | ------------- | -------------- | -------- |
| 2005  | Gwen Stefani  | Sexiest Female | Lauréat  |

## NRJ Music Awards
| Année | Travail nommé | Catégorie                 | Résultat   |
| ----- | ------------- | ------------------------- | ---------- |
| 2005  | Gwen Stefani  | Best International Female | Nomination |

## People Choice Awards
| Année | Travail nommé | Catégorie              | Résultat   |
| ----- | ------------- | ---------------------- | ---------- |
| 2006  | Gwen Stefani  | Favorite Female Singer | Nomination |
| 2008  | Gwen Stefani  | Favorite Female Singer | Lauréat    |

## People Magazine Awards
| Année | Travail nommé | Catégorie              | Résultat |
| ----- | ------------- | ---------------------- | -------- |
| 2014  | Gwen Stefani  | Style Icon of the Year | Lauréat  |

## Premios OYE! Awards
| Année | Travail nommé | Catégorie              | Résultat |
| ----- | ------------- | ---------------------- | -------- |
| 2005  | Gwen Stefani  | International Newcomer | Lauréat  |

## Q Awards
| Année | Travail nommé         | Catégorie  | Résultat   |
| ----- | --------------------- | ---------- | ---------- |
| 2005  | What You Waiting For? | Best Video | Nomination |

## Radio Music Awards
| Année | Travail nommé | Catégorie                                | Résultat   |
| ----- | ------------- | ---------------------------------------- | ---------- |
| 2005  | Gwen Stefani  | Artist of the Year/ Mainstream Hit Radio | Nomination |

## Radio Disney Music Awards
| Année | Travail nommé | Catégorie  | Résultat |
| ----- | ------------- | ---------- | -------- |
| 2016  | Gwen Stefani  | Hero Award | Lauréat  |

## Smash Hits Poll Awards
| Année | Travail nommé             | Catégorie                    | Résultat   |
| ----- | ------------------------- | ---------------------------- | ---------- |
| 2005  | Hollaback Girl            | Best Video                   | Nomination |
| 2005  | Hollaback Girl            | Best Single                  | Nomination |
| 2005  | Gwen Stefani              | Best Solo Artist             | Nomination |
| 2005  | Gwen Stefani              | Smash Hits Stars Of The Year | Nomination |
| 2005  | Gwen Stefani              | Sh! Style Icon               | Lauréat    |
| 2005  | Love. Angel. Music. Baby. | Best Album                   | Nomination |

## Soul Train Music Awards
| Année | Travail nommé  | Catégorie                      | Résultat   |
| ----- | -------------- | ------------------------------ | ---------- |
| 2006  | Hollaback Girl | Best R&B/Soul Single, Female   | Nomination |
| 2006  | Hollaback Girl | Best R&B/Soul or Rap Dance Cut | Nomination |

## Teen Choice Awards
Les Teen Choice Awards est une cérémonie diffusée annuellement par la Fox Broadcasting Company. Stefani a reçu 4 prix et 13 nominations.
| Année | Travail nommé               | Catégorie                        | Résultat   |
| ----- | --------------------------- | -------------------------------- | ---------- |
| 2001  | Let Me Blow Ya Mind         | Choice R&B/Hip Hop Track         | Lauréat    |
| 2005  | "Rich Girl"                 | Choice Breakout                  | Lauréat    |
| 2005  | "Rich Girl"                 | Best Female Video                | Nomination |
| 2005  | "Rich Girl"                 | Visionary Award                  | Lauréat    |
| 2005  | "Rich Girl"                 | Choice Collaboration             | Lauréat    |
| 2005  | Hollaback Girl              | Choice Single                    | Nomination |
| 2005  | Hollaback Girl              | Choice Summer Song               | Nomination |
| 2005  | Love. Angel. Music. Baby.   | Choice Album                     | Nomination |
| 2007  | The Sweet Escape            | Choice: Single                   | Nomination |
| 2007  | Gwen Stefani                | Choice: Female                   | Nomination |
| 2009  | Zuma                        | Choice Celebrity Baby            | Nomination |
| 2010  | L.A.M.B                     | Choice Fashion Line              | Nomination |
| 2016  | Gwen Stefani                | Choice Summer Music Star: Female | Nomination |
| 2016  | Go Ahead and Break My Heart | Choice Country Song              | Nomination |

## VH1 Vogue Fashion Awards
| Année | Travail nommé | Catégorie       | Résultat |
| ----- | ------------- | --------------- | -------- |
| 2001  | South Side    | Visionary Video | Lauréat  |
| 2001  | Gwen Stefani  | Rock Style      | Lauréat  |

## Vibe Awards
| Année | Travail nommé           | Catégorie    | Résultat   |
| ----- | ----------------------- | ------------ | ---------- |
| 2005  | Can I Have It Like That | Club Banger  | Nomination |
| 2005  | Hollaback Girl          | Hottest Hook | Nomination |

## World Music Awards
Les World Music Awards honore les artistes en fonction des ventes mondiales établies par l'International Federation of the Phonographic Industry.
| Année | Travail nommé | Catégorie                      | Résultat   |
| ----- | ------------- | ------------------------------ | ---------- |
| 2005  | Gwen Stefani  | Best-selling New Female Artist | Lauréat    |
| 2005  | Gwen Stefani  | Best-Selling Pop Rock Artist   | Nomination |
| 2006  | Gwen Stefani  | Best-Selling Pop Rock Artist   | Nomination |